# Питтс, Эдвин
Эрл Эдвин Питтс (англ. Earl Edwin Pitts; род. 23 сентября 1953, Урбана, Миссури, США) — бывший специальный агент ФБР, арестованный в 1996 году в Академии ФБР в Квантико (штат Виргиния). Был обвинен в нескольких преступлениях, в том числе в шпионаже в пользу СССР и России. В период с 1987 по 1996 год продавал ПГУ, а затем СВР секретные документы по проблемам национальной безопасности США. В феврале 1997 года заключил сделку со следствием, признав себя виновным в заговоре с целью шпионажа в обмен на снижение срока тюремного заключения.
Как пишет Роман Печенов,

…во время работы на ПГУ Питтс встречался со своим связником в нескольких определенных местах по всему Нью-Йорку, в том числе в аэропорту и в публичной библиотеке. Питтс успел передать имя агента ФБР, который работал в советской разведке. Питтс также передал в электронном виде «советский административный список ФБР», включавший всех советских чиновников в Соединенных Штатах с их сообщениями, которые попали в руки ФБР, а также с указанием их связи с разведывательным сообществом США.
43-летний Эрл Питтс, прослуживший в ФБР 13 лет и отвечавший в последнее время за «русское» направление в её нью-йоркском отделе, стал всего лишь вторым сотрудником этой организации за всю её историю, обвиненным в шпионаже.